# Lucien Conein
Lucien Émile Conein, né le 29 novembre 1919 à Paris et mort le 3 juin 1998 à Bethesda, est un lieutenant-colonel de l'armée américaine et agent de l'Office of Strategic Services et de la Central Intelligence Agency. Il a notamment joué un rôle dans le coup d'État de novembre 1963  contre Ngô Đình Diệm qui a abouti à l'exécution de ce dernier.

## Biographie
À la mort de son père, alors qu’il avait cinq ans, sa mère envoya Lucien Conein vivre à Kansas City avec sa tante, dont le mari avait combattu en France dans la Première Guerre mondiale. En 1939, au début de la Seconde Guerre mondiale, Lucien Conein, qui avait conservé la nationalité française, rentra en France et rejoignit l'armée française. Après la défaite française et l’occupation de la France par l’Allemagne en 1940, il retourna aux États-Unis et s’engagea dans l’US Army. Toujours Français, il n’accepte de rejoindre l’OSS que le 26 juillet 1943, comme second du capitaine qui travaillait au bureau européen. En août 1944, il est affecté aux opérations secrètes en France, chargées d’aider les forces de la Résistance intérieure française, en préparation du débarquement de Normandie. Après le débarquement, il travaille dans les services de renseignement américains de l’OSS et britanniques du SOE.
Il est le père de plusieurs enfants, dont Bernard Conein, sociologue français.

## Carrière
Parmi ses exploits, il joue un rôle dans le coup d'État de novembre 1963  contre Ngô Đình Diệm qui a abouti à l'exécution de ce dernier, ayant servi pour Henry Cabot Lodge, Jr. comme officier de liaison avec les putschistes et la prestation de 42 000 dollars américains de déboursements en liquide connus. Plus tard, il a participé aux opérations secrètes de la Drug Enforcement Administration.